# Kgalema Motlanthe
Kgalema Petrus Motlanthe [ˈkx͡ɑ.lɪ.mɑ mʊ.ˈtɬ͡’ɑ.n.tʰɛ], född 19 juli 1949 i Alexandria, Johannesburg, är en sydafrikansk politiker för partiet African National Congress (ANC). Han var tillförordnad president i Sydafrika efter att Thabo Mbeki avgick med omedelbar verkan den 22 september 2008 och till den 9 maj 2009. Därefter var han Sydafrikas vicepresident fram till 2014.
Motlanthe var Sydafrikas första tswanatalande president. Han föddes i kåkstaden Alexandria i Johannesburg av föräldrar från Bela-Bela i nuvarande Limpopoprovinsen som den yngste av 13 barn. 1977 dömdes han till tio års internering på Robben Island. Efter apartheidregimens fall arbetade han med att bygga upp ANC i Gauteng. 1997 valdes han till partiets generalsekreterare under president Mbeki.
Han är den första sydafrikanska regeringschefen som är född efter apartheidregimens makttillträde 1948.